# Ca l'Oliveres (Campmany)
Ca l'Oliveres és una casa del municipi de Campmany (Alt Empordà) protegida com a bé cultural d'interès local. Situada dins del nucli urbà de la població de Campmany, a la banda de tramuntana del terme i formant cantonada entre els carrers de la Font i el de Santa Llúcia.

## Descripció
Edifici cantoner de planta irregular amb la coberta de teula de dues vessants i distribuït en planta baixa i dos pisos. La façana principal, orientada a migdia, presenta un cos adossat amb la coberta plana utilitzada com a terrassa des del nivell del primer pis, amb una part descoberta i l'altra coberta amb una teulada d'un sol vessant. Alhora, adossat a aquesta estructura, hi ha un porxo al nivell de la planta baixa, sostingut per pilars quadrats bastits amb maons i a la cantonada sud-est, un gran pou de planta circular bastit en pedra. Les obertures presents a la construcció són rectangulars, amb els brancals fets de carreus i les llindes planes algunes restituïdes. Destaca la finestra de ponent de la primera planta, amb la llinda gravada amb la data 1771, i la porta de ponent d'accés a l'interior, coberta per una volta rebaixada amb llunetes de pedra. L'interior presenta tres crugies perpendiculars a la façana principal cobertes amb voltes de maó. L'escala d'accés a la planta noble està col·locada al fons de la crugia central. L'edifici principal està construït en pedra sense treballar de diverses mides, disposada irregularment, mentre que els cossos adossats a la façana principal estan arrebossats i pintats.

## Història
El nucli primitiu de Campmany quedava inclòs dins el recinte medieval emmurallat de la Força. De la mateixa manera, encara en època medieval van aparèixer diferents nuclis de població relacionats: la Força Forana, la vila d'Avall, la vila d'Amunt, la pujada i alguns masos dispersos.
Aquesta casa està ubicada dins la vila d'Amunt, situada al nord del Fort, a l'entorn de la capella de Sant Sebastià i unida amb el recinte de la Força o la Cellera per un camí que actualment correspon al carrer Major.
Campmany va viure el seu moment de prosperitat entre els segles XVIII i mitjans del segle xix, ja que va ser una bona època pel conreu de la vinya, olivera i el suro. Aquest fet es va veure reflectit en un augment de la població i en la creació de nous barris fora del nucli antic de la Força. Aquest és el cas de la casa ca l'Oliveres construïda vers l'any 1771 tal com es pot apreciar a la llinda de la façana principal.